# Karl (Hessen-Kassel)

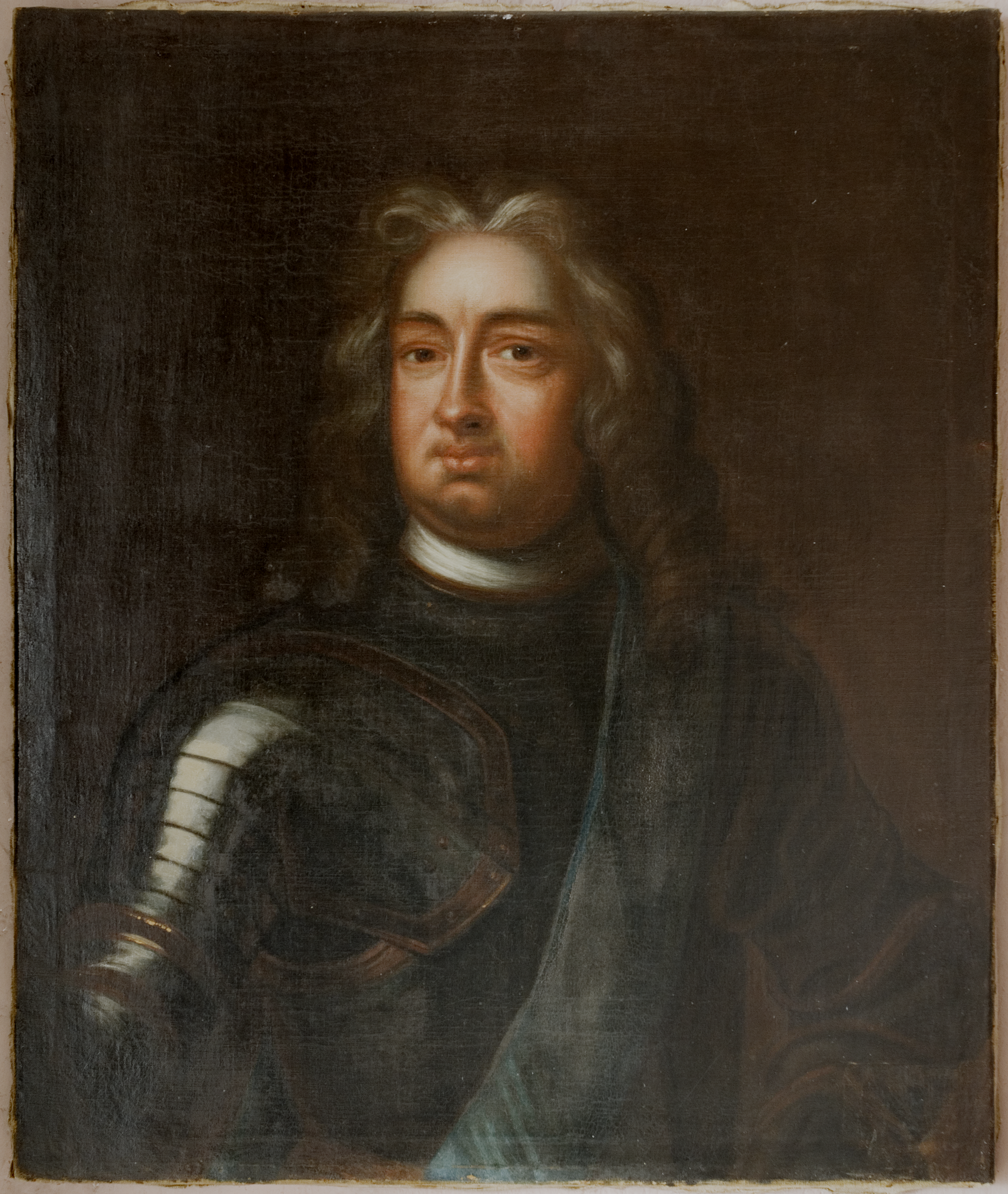
Landgraf Karl von Hessen-Kassel

Karl von Hessen (* 3. August 1654 in Kassel; † 23. März 1730 ebenda) war von 1670 bis 1677 unter Vormundschaft seiner Mutter und danach bis zu seinem Tod regierender Landgraf von Hessen-Kassel. Er entstammte dem Haus Hessen und zählte zu den bedeutendsten Fürsten der Barockzeit. In seiner langen Regierungsperiode von 1677 bis 1730 gelang es dem Herrscher, der Landgrafschaft Hessen-Kassel eine geachtete Stellung im Heiligen Römischen Reich zu verschaffen.
Seine historische Bedeutung geht auf vier Bereiche zurück: Erstens war Karl einer der ersten deutschen Fürsten, der seit 1685 protestantische Glaubensflüchtlinge aus dem Königreich Frankreich, sogenannte Hugenotten, zur Ansiedlung einlud. Zweitens förderte er im Sinne des Merkantilismus Manufakturen und Gewerbe, unterstützte die Verarbeitung einheimischer Bodenschätze und beschränkte die Einfuhr von Konkurrenzprodukten. Drittens schuf Karl ein Stehendes Heer und beteiligte sich bei der militärischen Verteidigung des Heiligen Römischen Reiches im Spanischen Erbfolgekrieg gegen das Frankreich Ludwigs XIV. und im Großen Türkenkrieg gegen das Osmanische Reich. Viertens kennzeichneten bauliche Höhepunkte in der Residenzstadt Kassel wie der Herkules sowie das Marmorbad und die Orangerie Karls Herrschaftszeit. Die Maßnahmen Karls trugen dazu bei, dass sich die Landgrafschaft relativ schnell von den Folgen des Dreißigjährigen Krieges (1618–1648) erholen konnte.

## Leben bis zum Herrschaftsantritt
Karl entstammte einer bedeutenden Dynastie: Die landgräfliche Familie war aufgrund ihrer Heiratspolitik mit den einflussreichsten protestantischen Fürstenfamilien in Nord- und Mitteleuropa verwandt. Besonders zu den Kurfürstentümern Brandenburg und Sachsen, aber auch den Königreichen Dänemark und Schweden bestanden enge Verbindungen. Höhepunkte des dynastischen Aufstiegs waren 1667 die Vermählung von Charlotte Amalie, einer Schwester Karls, mit dem späteren dänischen König Christian V. und 1720 die Erlangung der schwedischen Königswürde durch Erbprinz Friedrich, einen Sohn Karls.
Karl wurde am 3. August 1654 in Kassel geboren. Von 1659 bis 1668 erhielt er seine frühe Ausbildung durch Nicolaus Prick.
Als zweiter von vier Söhnen des Landgrafen Wilhelm VI. von Hessen-Kassel und dessen Gemahlin Hedwig Sophie von Brandenburg (1623–1683), einer Schwester des Großen Kurfürsten, war Karl zunächst nicht für die Thronfolge bestimmt. Erbprinz war Karls älterer Bruder Wilhelm VII. Nach dem Tod Wilhelms VI. im Jahr 1663 übernahm Hedwig Sophie von Brandenburg die Regentschaft für den Thronfolger Wilhelm VII. Als dieser jedoch 1670 bereits vor seiner Regierungsübernahme verstarb, wurde Karl Landgraf. Seine Mutter  führte, unterstützt von Beratern, bis 1677 die vormundschaftliche Regierung für ihn. Am 21. Mai 1673 heiratete er als Achtzehnjähriger die neunzehnjährige Verlobte seines verstorbenen Bruders, seine Cousine Amalia von Kurland.

## Karl als regierender Landgraf
Da er bereits 1677 im Alter von 23 Jahren die Regierungsgeschäfte selbst übernahm, entfiel für ihn die obligatorische Grand Tour. Diese Reise diente normalerweise der Knüpfung von Kontakten zu den Fürstenhöfen Europas, zur Vermittlung höfischer Umgangsformen und diplomatischer Kenntnisse, zur Erlernung von Fremdsprachen wie Französisch sowie dem Kennenlernen von Kunst, Architektur und Kultur anderer Länder. Möglicherweise hatten die Bedenken der Mutter Hedwig Sophie von Brandenburg dazu beigetragen, da sein älterer Bruder Wilhelm VII. auf einer solchen Reise verstorben war.

### Hugenotten

#### Vorgeschichte
Der katholische König von Frankreich, Ludwig XIV. (Regierungszeit: 1643–1715), strebte neben der politischen Einheit auch die religiöse Einheit des Staates an. Einer allmählichen Entrechtung der französischen Protestanten, der sogenannten Hugenotten, folgte ab 1679 offene Verfolgung. Dragoner des französischen Königs besetzten die Häuser der Hugenotten, um sie zwangsweise zum Katholizismus zu bekehren. Am 18. Oktober 1685 verkündete Ludwig XIV. das Edikt von Fontainebleau. In zwölf kurzen Paragraphen beschloss das Edikt die Zerstörung protestantischer Kirchen, das Verbot privater Gottesdienste sowie die Galeerenstrafe für Männer und Festungshaft für Frauen, die sich weigerten ihren Glauben zu wechseln. Mit dem Verlust ihrer Bürgerrechte konfrontiert, versuchten viele Hugenotten zu fliehen.

#### Aufnahme
Mehrere deutsche Reichsfürsten, darunter auch Landgraf Karl, boten den Religionsflüchtlingen aus religiöser Solidarität und wirtschaftspolitischen Erwägungen Aufnahme in den eigenen Ländern an. Die Landgrafschaft Hessen-Kassel hatte während des Dreißigjährigen Krieges (1618–1648) in manchen Regionen bis zu zwei Drittel ihrer Einwohner verloren, ein Bevölkerungsrückgang, der die Wirtschaft vor schwere Probleme stellte und für den Herrscher einen erheblichen Verlust an Einnahmen bedeutete. Um die Ansiedlung der Flüchtlinge zu erleichtern, sicherte ihnen Karl Vergünstigungen und Unterstützungen zu. Schon vor dem Edikt von Fontainebleau erließ er am 18. April 1685 die „Freiheits-Concession“. Darin versprach Karl den Hugenotten nicht nur eine befristete Steuer- und Zunftfreiheit, sondern auch freie Religionsausübung mit Pfarrern ihrer Wahl. In Kirchen und Schulen durfte französisch gesprochen werden.

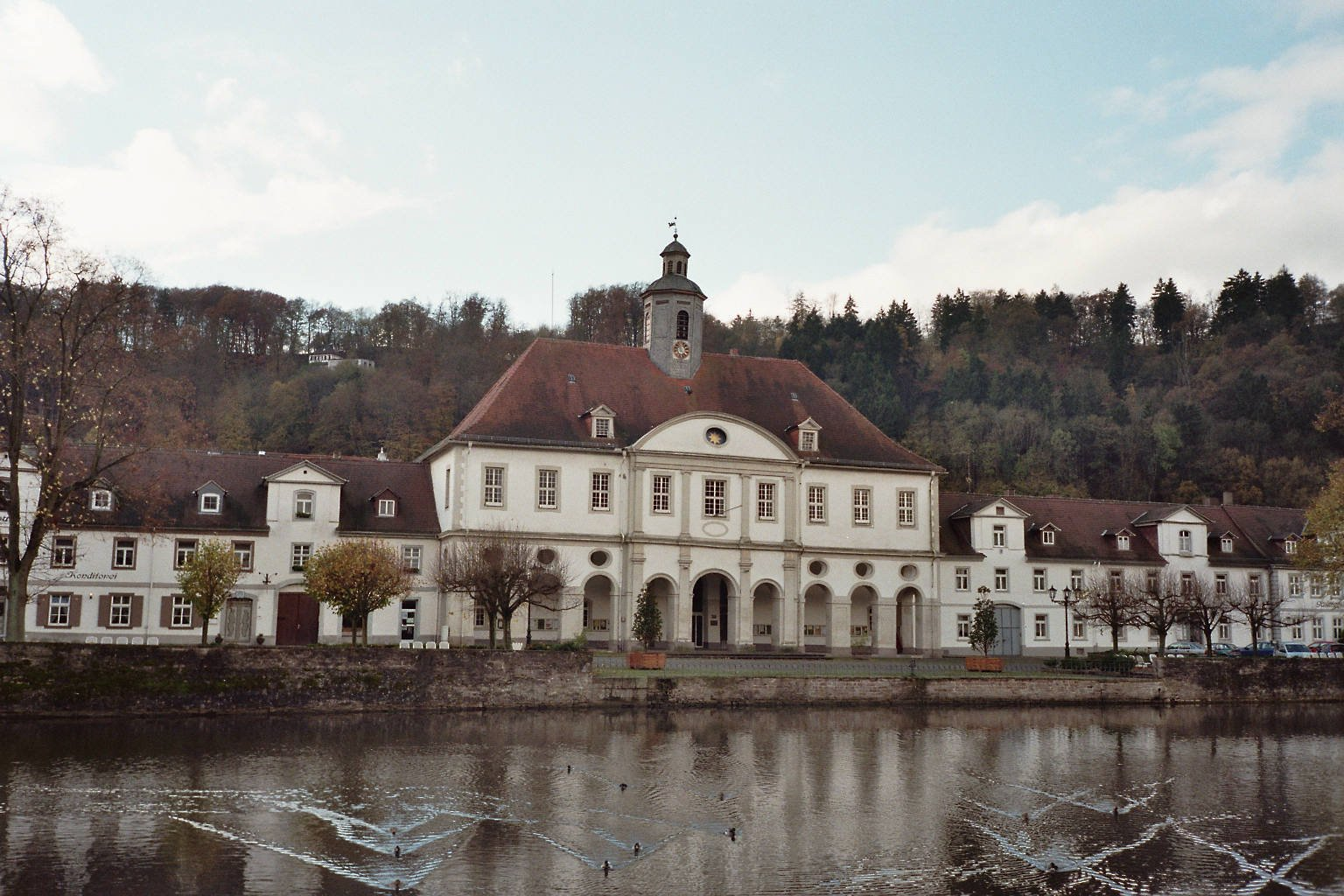
Ehemalige Hugenottensiedlung: Sieburg (1717 in Karlshafen umbenannt)

Die Landgrafschaft nahm ab 1685 mit etwa 3800 Hugenotten die nach Brandenburg-Preußen zweitmeisten Flüchtlinge auf. Allerdings waren viele der Einwanderer mittellose Bauern oder Handwerker, von denen ein Teil unterstützt von staatlichen Hilfsmaßnahmen in 17 neu angelegten Dörfern angesiedelt werden musste. Erfolgreich produzierende hugenottische Spezialgewerbe, besonders im Textilbereich, entstanden vor allem in einigen Städten. Jedoch blieb die erhoffte Steigerung der Wirtschaftskraft des Landes weitgehend aus. Das zeigt sich auch in der Entwicklung der 1699 gegründeten Stadt Karlshafen, die ihre zugedachte Funktion als Fabrik-, Handels- und Hafenstadt nur ansatzweise erfüllen konnte. Für einen zollfreien Warenverkehr plante der Landgraf einen Kanal zwischen Karlshafen und Kassel. Damit wollte er das hannoversche Zoll- und Stapelrecht in Hannoversch Münden umgehen. Der Kanal versandete noch zu Lebzeiten Karls und wurde nach wenigen Kilometern eingestellt. Darüber hinaus fehlte es der Neugründung an finanziellen und technischen Mitteln. Nach dem Tod des Landgrafen geriet das Stadtprojekt Karlshafen endgültig ins Stocken.
Ab 1688 gründete der Landgraf die südwestlich an die Stadt Kassel angrenzende Oberneustadt. Er warb mit weitreichenden Privilegien: Alle Baustoffe wie Holz, Stein, Kalk und Sand sollten unentgeltlich angeliefert werden. Wer ein Grundstück bebaute, sollte 10 Jahre Abgabenfreiheit genießen. Ewige Steuerfreiheit wurde denjenigen versprochen, die Materialien auf eigene Kosten heranschafften und zum Bau ihrer Häuser 8.000 bis 10.000 Taler aufwandten. Die Privilegien enthielten aber auch Vorschriften für die äußere Gestaltung der Oberneustadt, z. B. für den Putz und Anstrich der Fassaden, die Kanalisation und die saubere Pflasterung der Straßen.

### Merkantilismus
Mit einer staatlich gelenkten Wirtschaftspolitik, dem sogenannten Merkantilismus, versuchten die Fürsten des 17. und 18. Jahrhunderts, die Leistungsfähigkeit ihrer Länder zu steigern. Zu den Maßnahmen gehörten etwa die Ausfuhr einheimischer Produkte und die Begrenzung der Einfuhr fremder Güter, z. B. durch Zölle. Nach zeitgenössischer Vorstellung verbliebe das Geld so im Wirtschaftskreis des Landes und steigere die Kaufkraft der Bevölkerung. Mit dem Merkantilismus ging die Entwicklung sogenannter Manufakturen einher. Hier wurden, anders als in den bis dahin überwiegend in Zünften organisierten Handwerken, verschiedene Berufsgruppen zusammengebracht, um bestimmte Fertigprodukte an einem Ort und in größeren Mengen herzustellen.

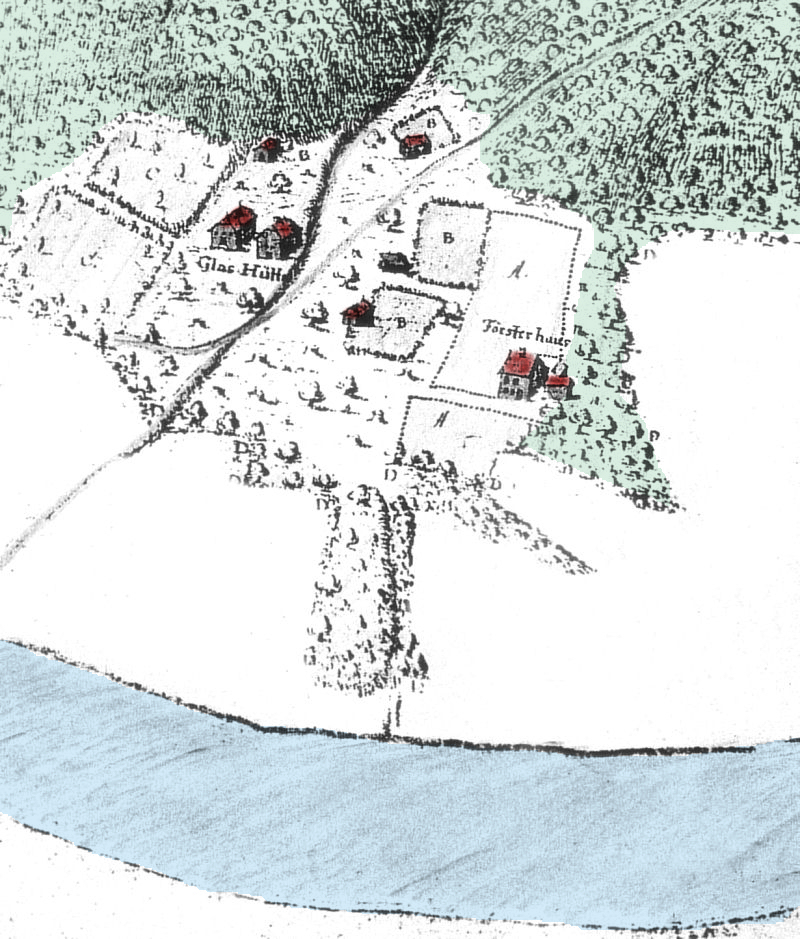
Die landgräfliche Glashütte Altmünden

In der Landgrafschaft Hessen-Kassel mit ihren reichen Jaspisvorkommen und der Glashütte Altmünden boten sich vor allem Schmucksteinverarbeitung und Glasherstellung für Manfakturgründungen an. Für die Glasherstellung berief Karl den Schweizer Glaskristallschneider Christoph Labhart und Glasmacher Franz Gondelach an seinen Hof. Mit der Einrichtung einer Schleifsteinmühle im Schlossgraben erreichte der Glasschliff in Kassel seit Beginn der 1680er Jahre eine Blütezeit. Durch Karls Anwerbung von spezialisierten Handwerkern und Künstlern verbesserten sich auch die Verarbeitungstechniken in der Glashütte Altmünden. Zum Gießen und Pressen des Glases kamen eiserne Stempel und Modeln zum Einsatz, wodurch das Glas serienmäßig vorgeformt werden konnte und Material eingespart wurde. Hochwertige Luxuswaren wie Glas und Schmuckstein zeugten dabei von der Leistungsfähigkeit des Territoriums und trugen so zum politischen Ansehen des Landesherren bei.
Im Jahr 1680 gründete der Landgraf die vierte deutsche Fayencemanufaktur. Fayence war rötliche Keramik mit meist blau-weißer Glasur, die chinesisches Porzellan imitieren sollte. Es wurde für den höfischen Eigenbedarf oder als Geschenk für andere Fürsten gefertigt. Auf Dauer erwies sich die Manufaktur als unrentabel und blieb von der finanziellen Unterstützung der Landgrafen abhängig.
Im Auftrag des Landgrafen wurde 1679 der Messinghof errichtet, einer der ersten metallverarbeitenden Betriebe Hessens. Zwischen 1714 und 1717 fertigte der Goldschmied Johann Jacob Anthoni hier die zweiundzwanzig Kupferplatten für die Herkulesstatue im Bergpark Wilhelmshöhe.

### Außenpolitik und Militäraufbau

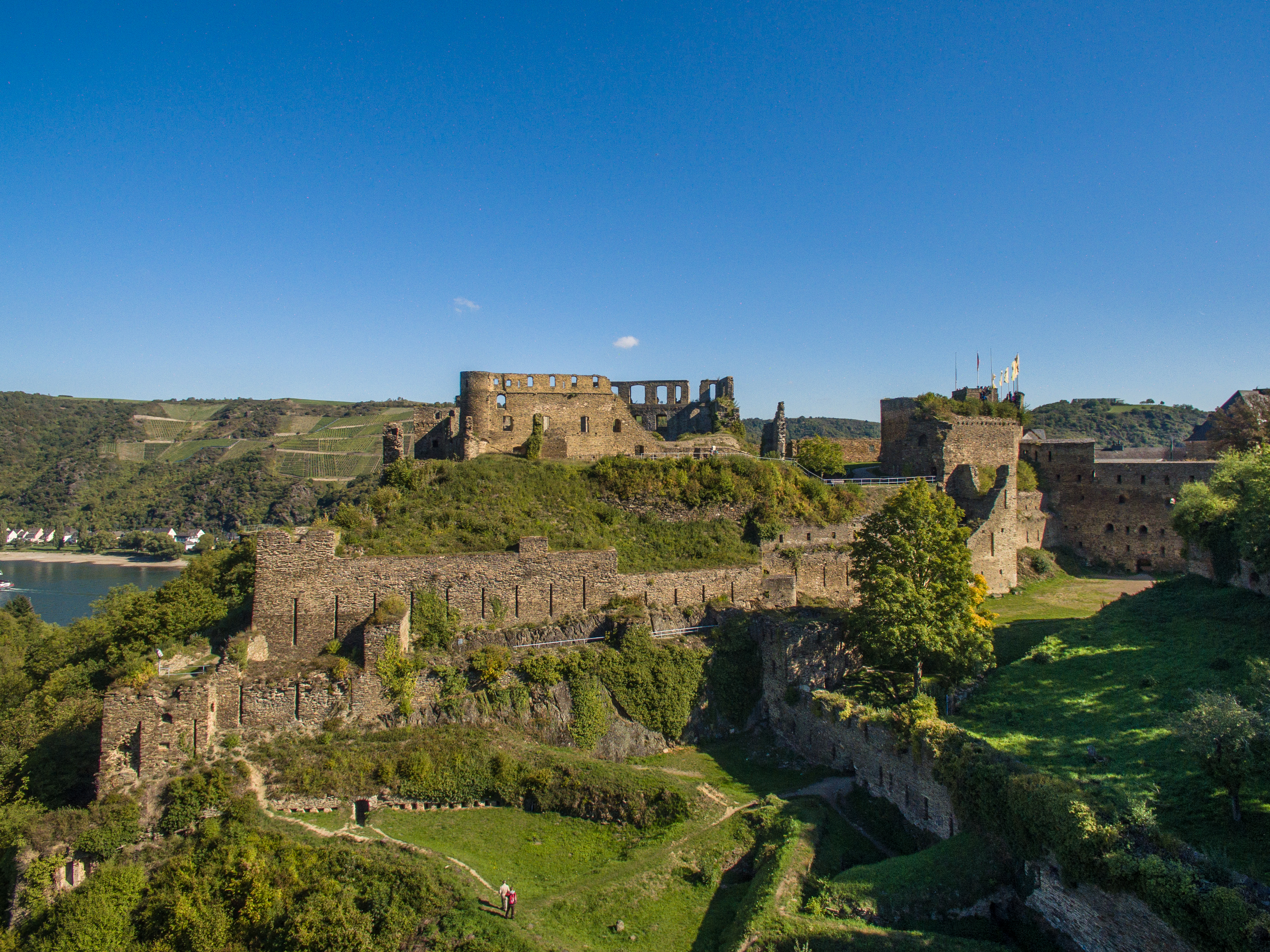
Ruine der Festung Rheinfels

Karls außenpolitische Handlungsspielräume waren reichsrechtlich begrenzt. Seit dem Westfälischen Frieden von 1648 durften Reichsfürsten zwar Bündnisse zum eigenen Schutz eingehen, aber diese durften nicht gegen den römisch-deutschen Kaiser und das Heilige Römische Reich gerichtet sein. Ein weiterer Grund für die kaisertreue Außenpolitik Karls war, dass er sich von Kaiser Joseph I. eine Rangerhöhung zum Kurfürsten erhoffte. Diese Aufwertung hätte ihm eine größere außenpolitische Souveränität verschafft. Da die Kurfürsten den Kaiser wählten, konnten sie im Vorfeld wichtige politische Forderungen stellen. Diese wertvolle Möglichkeit hatte Karl als Reichsfürst nicht. Durch die militärische Unterstützung des Kaisers glaubte der Landgraf, den Kaiser dazu bewegen zu können, ihm die Kurwürde zu verleihen.
Ein schlagkräftigeres Heer schien aber auch geeignet, das Land vor einer Besetzung wie im Dreißigjährigen Krieg zu bewahren. Aus diesen beiden Gründen baute Karl seit Beginn seiner Regierung ein Stehendes Heer auf. So konnte er 1688 im Pfälzischen Erbfolgekrieg (1688–1697) der Reichsarmee rund 9000 gut ausgebildete Soldaten zur Verfügung stellen. Hintergrund des Konfliktes war, dass der französische König Ludwig XIV. unter Berufung angeblicher Erbansprüche seiner Schwägerin Liselotte von der Pfalz einen Vorstoß gegen das Heilige Römische Reich unternahm. Jahrelang führte Karl persönlich Teile seiner Armee im Kampf gegen die französischen Truppen an. Auch am militärischen Erfolg der Verteidigung der Festung Rheinfels gegen die französische Belagerung 1693 war er beteiligt. Dieses Ereignis ließ er später auf zahlreichen Medaillen glorifizieren.
Um die finanziellen Belastungen in Friedenszeiten ausgleichen zu können, verlieh er, wie auch andere Fürsten seiner Zeit, Soldaten gegen hohe Subsidiengelder an Krieg führende Mächte, so zum Beispiel im Jahr 1687 an die Republik Venedig zum Einsatz gegen die Osmanen. Ohne diese Option hätte Karl seine Armee nur in Kriegszeiten aufstellen können, aber selbst dann musste er die verbündeten Kriegsmächte Niederlande und England darum bitten, einen Teil der Heerkosten zu übernehmen. Der Soldatenhandel verbesserte zwar die Finanzen des Landgrafen, erhöhte aber nicht den Wohlstand der Bevölkerung, die von den Rekrutierungen im Gegenteil sogar betroffen war. Im Spanischen Erbfolgekrieg sowie in den Feldzügen gegen das Osmanische Reich kämpfen hessische Truppen zum Teil unter der Führung von Karls Söhnen, von denen drei im Krieg starben. Der Landgraf selbst beteiligte sich nicht an den Feldzügen.
Zum Vorbild für Karl wurde ein anderes Ereignis: Im Jahr 1692 erhob der Kaiser den Herzog zu Braunschweig und Lüneburg, Ernst August, zum Kurfürsten von Hannover. 1707, mitten im Spanischen Erbfolgekrieg, unternahm Karl erste konkrete Schritte, um die Kurwürde zu erlangen. Seine Gesandten versuchten mit Bestechungsgeldern dem Kaiser das sogenannte Privilegium de non appellando abzuringen. Ein solches Privileg hätte bedeutet, dass Untertanen auf dem Gebiet der Landgrafschaft Hessen-Kassel nicht mehr an eine rechtsprechende Instanz des Reiches hätten appellieren können, die noch über dem Gericht des Landgrafen stand. Somit hätte sich beispielsweise der Reichshofrat in Wien nicht mehr in innere Angelegenheiten der Landgrafschaft einmischen können. Der Reichsvizekanzler, Friedrich Karl von Schönborn, riet dem Kaiser davon ab, die Reichsjustiz weiter einschränken zu lassen. Damit scheiterte der Versuch Karls, zum Kurfürsten aufzusteigen, endgültig. Die Kurwürde für die Landesherren der Landgrafschaft Hessen-Kassel konnte erst Wilhelm IX. im Jahr 1803 erreichen.
Im Jahre 1685 überließ Karl seinem jüngeren Bruder Philipp als Paragium die ehemalige Vogtei Kreuzberg mit dem nach der Reformation aufgehobenen Kloster Kreuzberg. Diese kleine Herrschaft wurde nach dem dann auf der Grundlage des ehemaligen Klosters von Philipp in Kreuzberg (heute: Philippsthal) erbauten Schloss Philippsthal als Landgrafschaft Hessen-Philippsthal bezeichnet.

### Kultur und Wissenschaft

#### Architektur in Kassel
Als absolutistisch regierender Monarch musste Karl seinen Herrschaftsanspruch gegenüber auswärtigen Fürsten, Gesandtschaften und seinen Untertanen durch eine prunkvolle Barockarchitektur verbildlichen. Er verzichtete dabei auf den Bau eines neuen Schlosses, obwohl es durchaus Pläne hierfür gab und das bestehende Stadtschloss Kassel teilweise neu ausgestattet wurde. Vielmehr aber lagen die Neubauprojekte Karls vor den Toren der Residenzstadt Kassel.

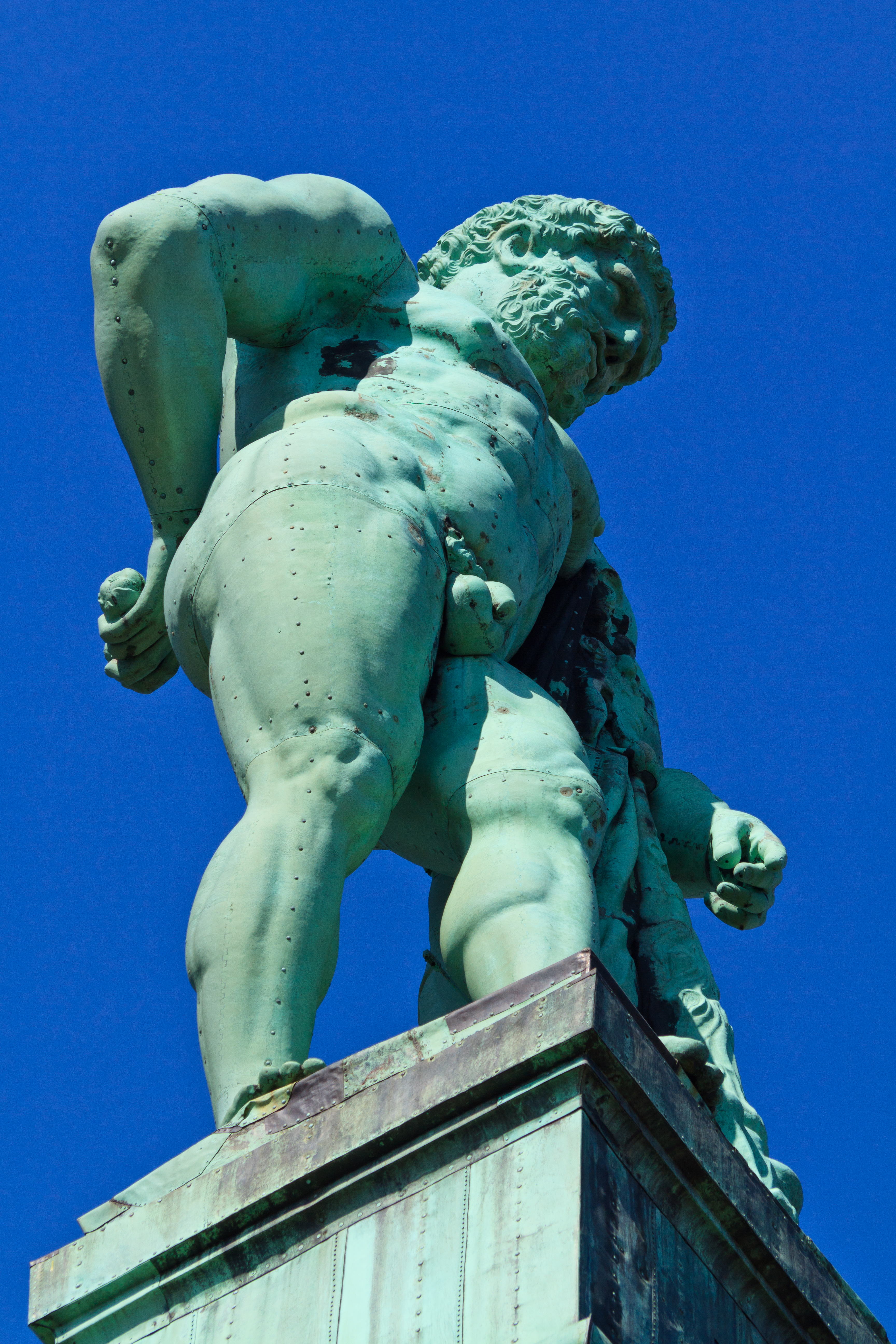
Herkules

Ab 1696 begann der Landgraf oberhalb des alten Jagdschlosses Weißenstein die Arbeiten an einer riesigen barocken Parkanlage, die sich mit Versailles, der Residenz des französischen Sonnenkönigs, Ludwig XIV., messen sollte. Die Parkanlage am Karlsberg, der spätere Bergpark Wilhelmshöhe am Habichtswald im Westen von Kassel, sollte von der politischen und wirtschaftlichen Bedeutung der Landgrafschaft Hessen-Kassel künden.
Um Anregungen für die von ihm am Karlsberg vorgesehenen Wasserspiele zu bekommen, begann Karl eine viermonatige Reise nach Italien. Da er, anders als an den europäischen Fürstenhöfen üblich, noch keine Grand Tour unternommen hatte, wollte der Landgraf im Dezember 1699 mit der Italienreise endlich sein großes Interesse an der Antike stillen. Der Landgraf besichtigte Kirchen, Kunstsammlungen, Paläste und Gärten. Am 1. Februar 1700 sah Karl im römischen Palazzo Farnese die lebensgroße Skulptur Herkules Farnese. Die Figur sollte 14 Jahre später als Vorlage für den Kasseler Herkules dienen. Die mythologische Figur des Herakles verkörperte seit der Renaissance die Tugenden eines gerechten, weisen und starken Herrschers. Indem Karl eine Sichtachse zwischen dem Herkules und dem Jagdschloss Weißenstein anlegen ließ, setzte er sich symbolisch mit dem griechischen Halbgott Herkules gleich, womit er seine besonderen Herrscherqualitäten hervorheben wollte. Eine solche Fürsteninszenierung war typisch für die Zeit des Barock. Gleichzeitig sollte das über die Kaskaden den Berg hinunterfließende Wasser die Herrschaft Karls über die Natur demonstrieren: Als absolutistischer Fürst zwinge er selbst der wilden und unberechenbaren Natur seine monarchische Ordnung auf. Im Jahr 1701 berief Karl den italienischen Architekten Giovanni Francesco Guerniero aus Rom nach Kassel. Guerniero entwarf Grottenanlagen und Kaskaden, die bis zum heutigen Schloss Wilhelmshöhe hätten reichen sollen. An dessen Stelle plante der Landgraf ein Schloss im italienischen Stil. Aus finanziellen Gründen konnte Karl das geplante Schloss nie verwirklichen. Lediglich das obere Drittel der Wasserspiele ging 1714 in Betrieb. Seit 2013 gelten die Wasserspiele mit Herkules und Oktogon als Weltkulturerbe der UNESCO.

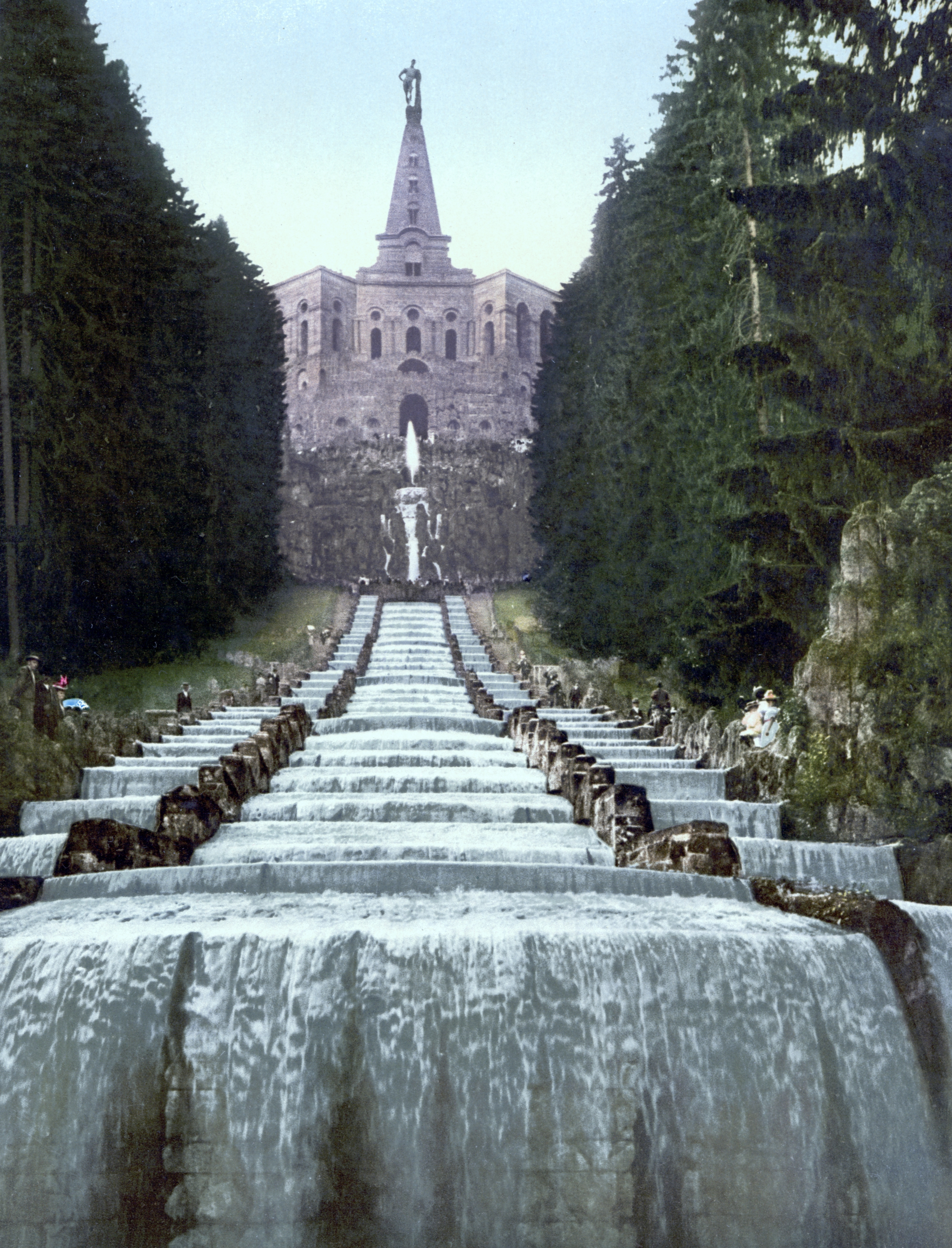
Kaskaden unterhalb des Herkules im Bergpark Wilhelmshöhe

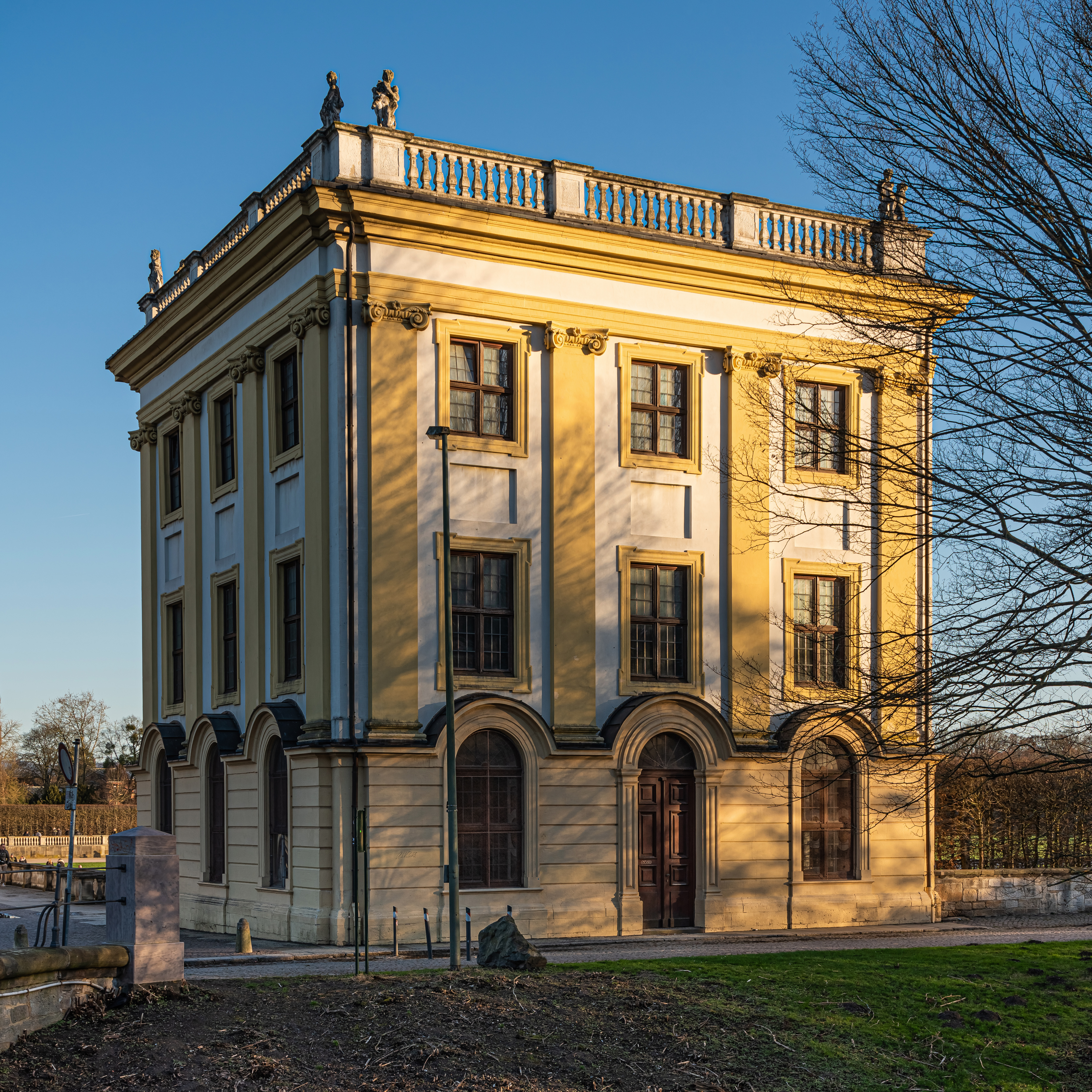
Das Marmorbad

Unter Karls Herrschaft wurde die Moritzaue nahe der Stadt großflächig zur heute noch bestehenden Karlsaue erweitert und die Orangerie erbaut. 1718 gab Karl das Marmorbad in Auftrag. Die hierfür notwendigen Skulpturen sollte der bereits 1714 aus Rom nach Kassel berufene französische Bildhauer Pierre-Étienne Monnot anfertigen. Der Landgraf verschaffte sich einen Eindruck von den künstlerischen Fähigkeiten Monnots, indem er diesen dazu aufforderte, ihm Wachsmodelle der geplanten Marmorreliefs vorzulegen. Erst nach der Fertigstellung und seiner persönlichen Begutachtung des Werkes im Jahr 1722 genehmigte Karl die kostspielige Überführung von Skulpturen des Bildhauers aus Rom nach Kassel, die Karl bisher nur als Skizzen zu Gesicht bekommen hatte. Der Repräsentationsraum des Marmorbades wurde nie zum Baden genutzt, sondern legte vom Kunstgeschmack und dem hohen Bildungsgrad Karls über antike Mythologie Zeugnis ab. Es diente wie der Herkules und die Wasserspiele allein der Selbstdarstellung Karls. 1729 führte Karl den englischen König und Kurfürst von Braunschweig-Lüneburg (Hannover) Georg II. in das Marmorbad.
Die heute nicht mehr vorhandenen Wohnräume des Landgrafen Karl im 1811 abgebrannten Stadtschloss Kassel bestanden aus der im Barock üblichen Raumabfolge, zu der ein Vorzimmer, ein Schlafzimmer, eine Garderobe und das Kabinett gehörten. Im Rahmen des höfischen Zeremoniells kam ihnen eine abgestufte Bedeutung zu. Je weiter der Gesandte oder Fürst vorgelassen wurde, desto höher war sein Rang. Das Vorzimmer war der öffentlichste, das Kabinett der exklusivste Bereich.

#### Wissenschaft und Bildung
Um seinen Staat zentralistisch führen zu können, war der Landgraf auf ein gut qualifiziertes Beamtenwesen angewiesen. Zu diesem Zweck führte Karl am 1. Februar 1726 per Dekret die allgemeine Schulpflicht in der Landgrafschaft ein. Lesen, Schreiben, Beten und Singen sollten gelehrt werden. Auch wenn der Staat die Schulpflicht erst rund 100 Jahre später voll durchsetzen konnte, erhielt der Unterricht bereits derart starken Zulauf, dass weder Lehrer noch Schulräume dem Andrang gewachsen waren.
Auf Veranlassung des historisch interessierten Landgrafen begannen 1709 auf der Mader Heide erste archäologische Ausgrabungen.

#### Sonstiges
Als strenggläubiger Calvinist legte Karl Wert darauf, dass seine Untertanen am Sonntag den Gottesdienst besuchten oder an anderen religiösen Zeremonien teilnahmen. Aus diesem Grund erließ Karl am 28. Februar 1672 mit der sogenannten Sabbaths-Ordnung ein generelles Verkaufsverbot an Sonntagen, das für alle Plätze und Straßen in Kassel Gültigkeit hatte. Allerdings belegen spätere Verordnungen desselben Inhaltes, dass die Einwohner sich die verordneten Eingriffe des Landgrafen in ihr Alltagsleben nicht gefallen ließen. Bereits am 21. Mai 1683 erließ Karl die Ordnung gegen die Entheiligung der Bet-, Fest-, Feier-, Sabbath- und Sonntage.

## Vorfahren
|  |                                                       |  |  |  |  |  |  |  |  |  |  |  |  |
|  | Moritz Landgraf von Hessen-Kassel (1572–1632)         |  |  |  |  |  |  |  |  |  |  |  |  |
|  |                                                       |  |  |  |  |  |  |  |  |  |  |  |  |
|  |                                                       |  |  |  |  |  |  |  |  |  |  |  |  |
|  | Wilhelm V. Landgraf von Hessen-Kassel (1602–1637)     |  |  |  |  |  |  |  |  |  |  |  |  |
|  |                                                       |  |  |  |  |  |  |  |  |  |  |  |  |
|  |                                                       |  |  |  |  |  |  |  |  |  |  |  |  |
|  | Agnes zu Solms-Laubach (1578–1602)                    |  |  |  |  |  |  |  |  |  |  |  |  |
|  |                                                       |  |  |  |  |  |  |  |  |  |  |  |  |
|  |                                                       |  |  |  |  |  |  |  |  |  |  |  |  |
|  | Wilhelm VI. Landgraf von Hessen-Kassel (1629–1663)    |  |  |  |  |  |  |  |  |  |  |  |  |
|  |                                                       |  |  |  |  |  |  |  |  |  |  |  |  |
|  |                                                       |  |  |  |  |  |  |  |  |  |  |  |  |
|  | Philipp Ludwig II. von Hanau-Münzenberg (1576–1612)   |  |  |  |  |  |  |  |  |  |  |  |  |
|  |                                                       |  |  |  |  |  |  |  |  |  |  |  |  |
|  |                                                       |  |  |  |  |  |  |  |  |  |  |  |  |
|  | Amalie Elisabeth von Hanau-Münzenberg (1602–1651)     |  |  |  |  |  |  |  |  |  |  |  |  |
|  |                                                       |  |  |  |  |  |  |  |  |  |  |  |  |
|  |                                                       |  |  |  |  |  |  |  |  |  |  |  |  |
|  | Katharina Belgica von Oranien-Nassau (1578–1648)      |  |  |  |  |  |  |  |  |  |  |  |  |
|  |                                                       |  |  |  |  |  |  |  |  |  |  |  |  |
|  |                                                       |  |  |  |  |  |  |  |  |  |  |  |  |
|  | Karl Landgraf von Hessen-Kassel                       |  |  |  |  |  |  |  |  |  |  |  |  |
|  |                                                       |  |  |  |  |  |  |  |  |  |  |  |  |
|  |                                                       |  |  |  |  |  |  |  |  |  |  |  |  |
|  | Johann Sigismund Kurfürst von Brandenburg (1572–1620) |  |  |  |  |  |  |  |  |  |  |  |  |
|  |                                                       |  |  |  |  |  |  |  |  |  |  |  |  |
|  |                                                       |  |  |  |  |  |  |  |  |  |  |  |  |
|  | Georg Wilhelm Kurfürst von Brandenburg (1595–1640)    |  |  |  |  |  |  |  |  |  |  |  |  |
|  |                                                       |  |  |  |  |  |  |  |  |  |  |  |  |
|  |                                                       |  |  |  |  |  |  |  |  |  |  |  |  |
|  | Anna von Preußen (1576–1625)                          |  |  |  |  |  |  |  |  |  |  |  |  |
|  |                                                       |  |  |  |  |  |  |  |  |  |  |  |  |
|  |                                                       |  |  |  |  |  |  |  |  |  |  |  |  |
|  | Hedwig Sophie von Brandenburg (1623–1683)             |  |  |  |  |  |  |  |  |  |  |  |  |
|  |                                                       |  |  |  |  |  |  |  |  |  |  |  |  |
|  |                                                       |  |  |  |  |  |  |  |  |  |  |  |  |
|  | Friedrich IV. Kurfürst von der Pfalz (1574–1610)      |  |  |  |  |  |  |  |  |  |  |  |  |
|  |                                                       |  |  |  |  |  |  |  |  |  |  |  |  |
|  |                                                       |  |  |  |  |  |  |  |  |  |  |  |  |
|  | Elisabeth Charlotte von der Pfalz (1597–1660)         |  |  |  |  |  |  |  |  |  |  |  |  |
|  |                                                       |  |  |  |  |  |  |  |  |  |  |  |  |
|  |                                                       |  |  |  |  |  |  |  |  |  |  |  |  |
|  | Luise Juliana von Oranien-Nassau (1576–1644)          |  |  |  |  |  |  |  |  |  |  |  |  |
|  |                                                       |  |  |  |  |  |  |  |  |  |  |  |  |
|  |                                                       |  |  |  |  |  |  |  |  |  |  |  |  |

## Nachkommen
Karl war verheiratet mit seiner Cousine Amalia von Kurland (1653–1711), Tochter des Herzogs Jakob Kettler von Kurland und Schwester seiner Mutter, Luise Charlotte von Brandenburg, und hatte mit ihr folgende Kinder:
- Wilhelm (1674–1676)
- Karl (1675–1677)
- Friedrich (1676–1751), Landgraf von Hessen-Kassel, König von Schweden

⚭ 1. 1700 Luise von Brandenburg (1680–1705)
⚭ 2. 1715 Königin Ulrike Eleonore von Schweden (1688–1741)
- Christian (*/† 1677)
- Sophie Charlotte (1678–1749)

⚭ 1704 Herzog Friedrich Wilhelm von Mecklenburg-Schwerin (1675–1713)
- Karl (1680–1702)
- Wilhelm VIII. (1682–1760), Landgraf von Hessen-Kassel

⚭ 1717 Dorothea Wilhelmine von Sachsen-Zeitz (1691–1743)
- Leopold (1684–1704)
- Ludwig (1686–1706)
- Marie Luise (1688–1765)

⚭ 1709 Fürst Johann Wilhelm Friso von Nassau-Dietz (1687–1711)
- Maximilian (1689–1753)

⚭ 1720 Friederike Charlotte von Hessen-Darmstadt (1698–1777)
- Georg (1691–1755)
- Eleonore (*/† 1694)
- Wilhelmine Charlotte (1695–1722)

## Nebenbeziehungen
Eine Nebenbeziehung unterhielt er nach dem Tod seiner Frau von 1713 an mit Jeanne Marguerite de Frere, Marquise de Langallerie. Aus ihr ging ein Sohn hervor, Charles Frederic Philippe de Gentil, Marquis de Langallerie, der früh verstarb. Karl sicherte im selben Zusammenhang die finanzielle Existenz der Kinder, die die Mätresse mitbrachte.
Mätresse und Vertraute nach der Marquise de Langallerie war Barbara Christine von Bernhold (1690–1756), die unter Karls Sohn Wilhelm VIII. zur Großhofmeisterin aufstieg und 1742 von Kaiser Karl VII. zur Reichsgräfin erhoben wurde.